# Cliponville
Cliponville település Franciaországban, Seine-Maritime megyében. Lakosainak száma 247 fő (2022. január 1.). Cliponville Ancourteville-sur-Héricourt, Envronville, Héricourt-en-Caux, Rocquefort, Thiouville és Terres-de-Caux községekkel határos.

## Népesség
A település népességének változása:
| Lakosok száma | 277  | 271  | 281  | 277  | 269  | 262  | 254  | 252  | 247  |
|               | 2013 | 2015 | 2016 | 2017 | 2018 | 2019 | 2020 | 2021 | 2022 |